# Angelina (fotbollsspelare)
Angelina Alonso Costantino, känd som endast Angelina, född den 26 januari 2000 i Jersey City, USA, är en brasiliansk fotbollsspelare.

## Karriär
Angelina inledde sin seniorkarriär i Santos år 2017. Hon har även spelat för Palmeiras innan hon 2021 kontrakterades av Seattle Reign FC. 2024 värvades hon av Orlando Pride. Hon debuterade i Brasiliens damlandslag år 2021, och ingick i det lag som vid olympiska sommarspelen 2024 i Paris tog silver efter att ha förlorat finalen mot USA.